# Girls like You (Robin Packalen)
Girls like You è un singolo del cantante finlandese Robin Packalen, pubblicato il 15 gennaio 2023.

## Promozione
L'11 gennaio 2023 è stato annunciato che con Girls like You Robin Packalen avrebbe preso parte a Uuden Musiikin Kilpailu, il programma di selezione del rappresentante finlandese all'annuale Eurovision Song Contest. Il singolo è stato pubblicato in digitale il successivo 15 gennaio. All'evento, che si è svolto il 25 febbraio 2023, si è classificato al 4º posto su 7 partecipanti, arrivando ultimo nel voto della giuria e quarto nel televoto.

## Tracce
Testi e musiche di Robin Packalen, Joonas Parkkonen e Zoë Moss.
1. Girls like You – 2:47